# Placówka Straży Celnej „Pepłówek”

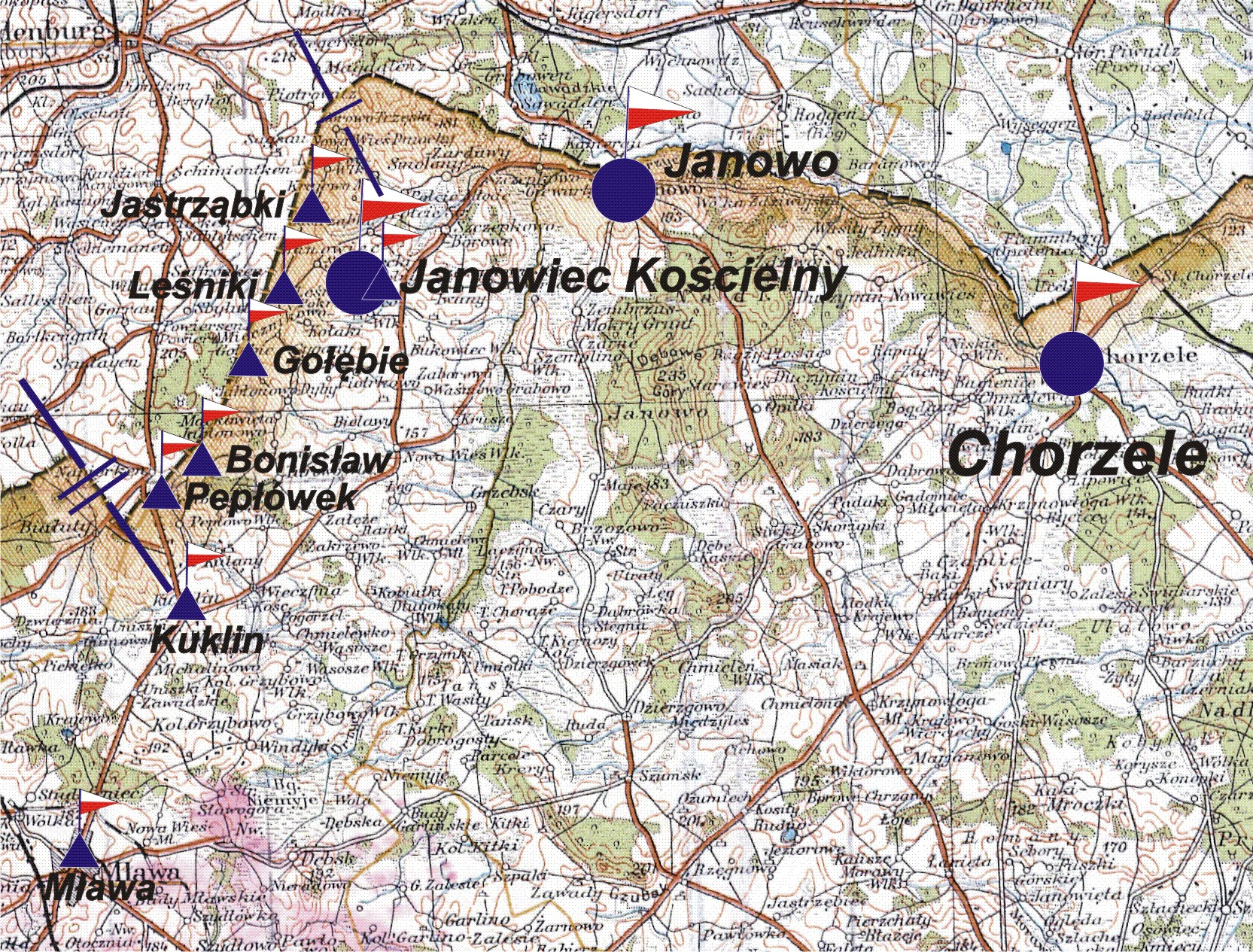
Rozmieszczenie placówek SC komisariatu "Janowiec Kościelny" w 1926 roku

Placówka Straży Celnej „Pepłówek” – jednostka organizacyjna Straży Celnej pełniąca w okresie międzywojennym służbę ochronną na granicy polsko-niemieckiej.

## Formowanie i zmiany organizacyjne
Na wniosek Ministerstwa Skarbu, uchwałą z 10 marca 1920 roku, powołano do życia Straż Celną. Od połowy 1921 roku jednostki Straży Celnej rozpoczęły przejmowanie odcinków granicy od pododdziałów Batalionów Celnych. W 1921 roku w Janowcu Kościelnym stacjonował sztab 4 kompanii 1 batalionu celnego. 4 kompania celna wystawiła między innymi placówkę w Pepłówku. Proces tworzenia Straży Celnej trwał do końca 1922 roku. Placówka Straży Celnej „Pepłówek” weszła w podporządkowanie komisariatu Straży Celnej „Janowiec Kościelny” z Inspektoratu SC „Praszka”.
W drugiej połowie 1927 roku przystąpiono do gruntownej reorganizacji Straży Celnej. W praktyce skutkowało to rozwiązaniem tej formacji granicznej. Ochronę północnej, zachodniej i południowej granicy państwa przejęła powołana z dniem 2 kwietnia 1928 roku Straż Graniczna.
Rozkazem nr 1 z 12 marca 1928 roku w sprawach organizacji Mazowieckiego Inspektoratu Okręgowego Naczelny Inspektor Straży Celnej gen. bryg. Stefan Pasławski określił strukturę organizacyjną komisariatu SG „Działdowo”. Placówka Straży Granicznej I linii „Pepłówek” znalazła się w jego strukturze.

## Służba graniczna
Sąsiednie placówki
- placówka Straży Celnej „Bonisław” ⇔ placówka Straży Celnej „Kuklin” − 1926[1][10]

## Funkcjonariusze placówki
| stopień    | imię i nazwisko, numer | okres pełnienia służby | kolejne stanowisko |
| ---------- | ---------------------- | ---------------------- | ------------------ |
| przodownik | Konstanty Król (315)   | był w 1926             |                    |

Obsada personalna placówki w 1926:
- przodownik Konstanty Król (315)
- strażnik Bronisław Tomaszewski (546)
- strażnik Benedykt Pasek (543)
- strażnik Antoni Wlaznik (351)
- strażnik Leonard Libuś (349)